# Maksym Kawun
Maksym Eduardowitsch Kawun (ukrainisch Максим Едуардович Кавун; * 10. September 1978 in Dnipropetrowsk, Ukrainische SSR, Sowjetunion) ist ein ukrainischer Historiker, Kulturologe, Publizist und Heimatforscher und Doktor der Geschichtswissenschaften (Ph.D., siehe Kandidat der Wissenschaften). Er ist seit 1995 Mitglied des Nationalen Verbands der Lokalhistoriker der Ukraine und Autor und Koautor von 9 Büchern und 300 Artikeln.

## Biografie
Erstmals beschäftigte er sich bereits 1990 als 11-jähriger mit der Geschichts- und Heimatforschung.
Im Jahr 2000 erhielt er einen Master-Abschluss in Geschichte mit Auszeichnung von der Nationalen Oles-Hontschar-Universität Dnipro. Anschließend hat er von 2000 bis 2003 eine Aspirantur am Lehrstuhl für russische Geschichte absolviert und erhielt 2004 auch den Doktortitel der Geschichtswissenschaften (damals noch "Kandidat der Wissenschaften" genannt; ukr. Кандидат исторических наук).
Von 2003 bis 2007 war er Lehrbeauftragter (entspricht etwa einem Assistenzprofessor bzw. einem Juniorprofessor) und anschließend bis 2012 assoziierter Professor und Dozent am Lehrstuhl für russische Geschichte an der Nationalen Oles-Hontschar-Universität Dnipro.
Seit 2012 leitet er die Abteilung Museum für die Geschichte der lokalen Selbstverwaltung in der Region Dnepropetrowsk des Historischen Museums Dnipro und gilt als Experte für die Geschichte der Stadt Dnipro.

## Bibliografie
- Maksym Kawun: Сады и парки в истории Екатеринослава-Днепропетровска. Книга 1. Парк имени Т.Г. Шевченко. Gerda (rus. Герда), 2009, ISBN 978-966-8856-20-4 (russisch, 144 S., Titelübersetzung: "Gärten und Parks in der Geschichte Jekaterinoslaws-Dnipropetrowsks - Buch 1. - Schewtschenko-Park").
- Anatolij Grygorowitsch Bolebruch (ukr. Болебрух Анатолій Григорович): Історія міста Дніпропетровська. Hrani (ukr. Грані), Dnipro 2006, ISBN 978-966-8841-01-9, S. 77 bis 128 (ukrainisch, 596 S., Titelübersetzung: "Geschichte der Stadt Dnipropetrowsk"; als Koautor hat Maksym Kawun das 2. Kapitel "Von der Gründung und Etablierung Katerinoslavs als Zentrum des Gouvernements (Ende 18. - Mitte 19 Jahrhundert)" - S. 77 bis 128 geschrieben).
- Mykola Pantelejmowitsch Andruschtschenko (Микола Пантелеймонович Андрущенко), Maksym Kawun, Mykola Oleksandrowytsch Lopatjuk (ukr. Микола Олександрович Лопатюк), et al: Днепропетровск. Архитекторы. Verlagshaus A+S (ukr. Видавничий дім «А + С»), Kiew 2006, ISBN 978-966-8613-18-0, S. 10–50 (russisch, 293 S., Titelübersetzung: "Dnipropetrowsk. Architekten"; als Koautor hat Maksym Kawun das 1. Kapitel "Das lange Jahrhundert Jekaterinoslaws (Ende 18. - Mitte 19 Jahrhundert)" - S. 10 bis 50 geschrieben).
- Sergij Andrijowytsch Kwitka (Сергій Андрійович Квітка) et al.: Дніпропетровськ: Віхи історії. Hrani (ukr. Грані), Dnipropetrowsk 2001, ISBN 966-7647-87-0, S. 49–83 (ukrainisch, 256 S., Titelübersetzung: "Dnipropetrowsk: Meilensteine der Geschichte"; als Koautor hat Maksym Kawun das 3. Kapitel "Gouverneursstadt (1776-1880)" - S. 49 bis 83 geschrieben).
- Sergij Switlenko (Сергій Іванович Світленко)  et al.: Діячі державної влади та самоврядування Дніпропетровської області: історичні нариси. ART-PRES (ukr. АРТ-ПРЕС), Dnipro 2009, ISBN 978-966-348-211-8 (ukrainisch, 448 S., Titelübersetzung: "Persönlichkeiten der Staatsmacht und Selbstverwaltung des Gebiets Dnipropetrowsk: historische Übersicht", Maksym Kawun ist Koautor).
- Wolodymyr Platonow (Володимир Петрович Платонов): Старт в третье тысячелетие: Очерки о Приднепровье. Prospekt (ukr. Проспект), Dnipro 2002, ISBN 966-8345-00-2 (russisch, 297 S., Titelübersetzung: "Aufbruch ins dritte Jahrtausend: Essays über die Dnepr-Region", als Koautor).
- Maksym Poljakow (Максим Володимирович Поляков) et al.: «Секретний» підрозділ галузі: Нариси історії фізико-технічного інституту Дніпропетровського національного університету. Nationale Oles-Hontschar-Universität Dnipro (Вид-во ДНУ), Dnipro 2001, ISBN 966-551-075-4, S. 93–142 (ukrainisch, 376 S., als Koautor).
- Maksym Poljakow (Максим Володимирович Поляков) et al.: Історія Дніпропетровського національного університету імені Олеся Гончара. 4. ergänzte und überarbeitete Auflage. Nationale Oles-Hontschar-Universität Dnipro (Вид-во ДНУ), Dnipro 2008, ISBN 978-966-551-259-2 (ukrainisch, Titelübersetzung: "Geschichte der Nationalen Oles-Hontschar-Universität Dnipropetrowsk", Autor des 8. Kapitels).
- Maksym Kawun: Походження та рання історія міста Катеринослава. Dnipro (ukrainisch, 20 S., Titelübersetzung "Die Entstehung und Frühgeschichte der Stadt Katerynoslav" - Dissertation).